# Ácido siálico

Estrutura química do ácido siálico.

O ácido siálico é uma classe de carboidratos de nove carbonos, encontrado extensamente em seres eucarióticos, especialmente em tecidos animais. Seu representante mais abundante é o ácido N-acetilneuramínico. Contribui na diferenciação de glicoesfingolípideos. O vírus H1N1 apresenta o receptor hemaglutinina possuindo resíduos terminais de ácido siálico. Pode ser encontrado na superfície dos glóbulos vermelhos.